# Тиран (Кюрегян)
Тиран (в миру Казарос Айказович Кюрегян, арм. Ղազարոս Հայկազի Կյուրեղյան; 2 сентября 1948, Никосия, Британский Кипр) — лишённый сана епископ Армянской апостольской церкви, в 1976—2000 годы — епископ Российский и Ново-Нахичеванский.

## Биография
Родился в 1948 году в Никосии на Кипре в семье беженцев из Киликии. В 1962 году семья Кюрегянов репатриируется в Армению (СССР).
В 1968 году рукоположен в диакона. В 1970 году окончил Духовную академию в Эчмиадзине.
В 1971—1972 годы обучался французскому языку в Париже (Франция).
15 октября 1972 года рукоположён в священника с принятием обета безбрачия и монашеского пострига.
В 1972—1973 годы — секретарь католикоса Вазгена I.
В 1973—1975 годы проходил срочную службу в Советской Армии.
В 1975—1976 года — управляющий делами Эчмиадзинского католикосата.

### Епископ Ново-Нахичеванский и Российский
2 апреля 1976 года повелением Католикоса Вазгена I назначен главой Новонахичеванской и Российской епархии.

Когда я возглавил епархию, она насчитывала всего пять зарегистрированных приходов — в Москве, Армавире, Орджоникидзе, Будённовске и селе Чалтырь (Ростовская область). Церковные здания были в аварийном состоянии, священников не хватало даже на эти пять приходов. Мне удалось все храмы отреставрировать (а некоторые здания и вернуть церкви). В 1980 году мне удалось открыть в Москве воскресную школу для детей. Вы представляете, что такое открыть воскресную школу в 1980 году!

При мне Епархиальный совет стал действительно влиятельным органом. В него входили московские армяне — видные представители науки и культуры.
На время управления им епархией пришлось значительное увеличение армянской диаспоры в России. В результате массовой эмиграции армяне стали одной из самых многочисленных национальных общин, широко представленной во многих регионах страны.
14 мая 1997 года распоряжением Президента Российской Федерации № 185-рп введён в Совет по взаимодействию с религиозными объединениями при Президенте Российской Федерации.
29 июня 1999 года скончался католикос Гарегин I. Архиепископ Тиран во время выборов возглавлял оппозицию будущему католикосу Гарегину II. Перед самыми выборами он вместе с группой известных иерархов ААЦ выступил с заявлением, в котором утверждалось, что правительство Армении всеми силами стремится навязать Церковному Собору кандидатуру Гарегина II, что ставит под вопрос законность выборов главы церкви.
После избрания 27 октября 1999 года католикосом Гарегина II отношения между ним и архиепископом Тираном (Кюрегяном) с самого начала были очень напряжены.

### После увольнения и лишения сана
5 октября 2000 года уволен католикосом Гарегином II во время посещения Эчмиадзина для согласования вопроса освящения фундамента строящегося в Москве кафедрального собора; его преемником был назначен брат католикоса Гарегина II архимандрит Езрас (Нерсисян). Отказался от предложения католикоса возглавить Украинскую епархию, мотивируя этот отказ своей прорусской ориентацией. Согласно изложению Кюрегяна в 2012 году: «Когда я был в Эчмиадзине, [Гарегин II] сказал, что отправляет меня в Украину. Я спросил зачем, ведь вы знаете, что я работаю, в ближайшие месяцы будет отмечаться 25-летие моей здешней деятельности, и я знаю, что правительство приняло решение наградить меня орденом. Нет, говорит, не останешься. Тогда я попросил остаться на год, чтобы построить церковь, вся работа сделана, мы уже подошли к началу строительства. Нет, говорит, как раз церковь ты строить не должен. Я говорю, понял вас, я остаюсь духовным пастырем, останусь архиепископом, назначьте своего брата лидером».
Не вошёл в новый состав Совета по взаимодействию с религиозными объединениями, утверждённый распоряжением президента Российской Федерации от 17 марта 2001 года.
13 мая 2001 года, выступая перед прихожанами московской церкви Сурб Арутюн, заявил, что, в соответствии с нормами нового демократического устава Новонахичеванской епархии, он остаётся её главой; заявил о создании Объединения Армянских Апостольских Церквей Москвы (ОААЦМ), которое отказывается подчиняться католикосу и новому главе епархии и запрещает архимандриту Езрасу любые действия в московских храмах, кроме молитвы в качестве прихожанина. Тиран заявил, что Объединение Армянских Апостольских Церквей Москвы сохраняет верность Святому Эчмиадзину, но не признаёт нынешнего католикоса и готово подчиняться только Национальному церковному собору.
Указом католикоса Гарегина II от 15 мая был расстрижен за свои «непотребные деяния»: становился мирянином с возвращением его мирского имени. Тем не менее, возглавляемое им ОААЦМ сохранило контроль над зданием московского храма и епархиальной резиденцией. В Армянской Церкви в России сложилась ситуация междувластия. Начались судебные тяжбы.
1 октября 2003 года Московский городской суд вынес решение по иску Ново-Нахичеванской и Российской епархии к одной централизованной и трем местным организациям той же церкви, зарегистрированным в Москве. Суд признал, что выход последних из состава епархии незаконен, а изменения и дополнения, внесенные с этой целью в их уставы, — недействительны.
В январе 2004 году суд отменил регистрацию ОААЦМ, архиепископ Тиран покинул резиденцию и был принужден прекратить богослужения в московском храме Сурб Арутюн. После этого проживал под Москвой, продолжал окормлять в собственном доме оставшихся ему верными прихожан и не признавал католикоса Гарегина II.
18 октября 2004 году газета «Коммерсант» опубликовала статью о строительстве в Москве армянского духовного центра. Затягивание строительства газета связала с архиепископом Тираном Кюрегяном, отметив, что его обвинили в хищении 3 млн долларов из выделенных на строительство благотворительных сумм. В связи с этой публикацией Казарос Кюрегян подал судебный иск против «Коммерсанта». Московский городской суд посчитал доказанным тот факт, что данная информация не соответствует действительности, и принял решение обязать «Коммерсант» напечатать опровержение. 16 сентября 2005 г. издание напечатало опровержение, подтвердив, что «эти сведения были признаны судом не соответствующими действительности».
В ноябре 2012 года заявил, что Гарегин II «расшатывал церковь, разделял наш народ, настраивая [людей] друг против друга. Расшатал армянскую общину Женевы, Ниццы, и если так будет продолжаться, наверно, из Армянской апостольской церкви ничего, кроме деятельности двух братьев, не останется». Проживал на тот момент в России, верующие по его словам, всегда обращались к нему, приглашали на крещения, свадьбы и другие церемонии.
15 сентября 2019 года в заброшенном монастыре Макеняц в Армении возвёл в достоинство архимандрита иеромонаха Корюна (Аракеляна), совместно с которым объявил о создании братства Иоанна Крестителя для борьбы за смену руководства (Верховного католикоса) в ААЦ.

## Награды
- Орден Почёта (11 августа 2000 года) — за большой вклад в укрепление гражданского мира и возрождение духовно-нравственных традиций[9].
- Орден Дружбы (7 июня 1996 года) — за большой личный вклад в укрепление и развитие дружбы и сотрудничества между народами и активную миротворческую деятельность[10].

## Публикации
- Тиран Кюрегян, архимандрит, епархиальный начальник армянских церквей России и Ново-Нахичевана. Памяти епископа Карапета Тер-Мкртчяна (к 70-летию со дня кончины, 1866—1915) // Журнал Московской Патриархии. М., 1985. № 10. стр. 63-65.